# Alojzy Śliwa
Alojzy Śliwa, ps. Kuba spod Gietrzwałdu (ur. 16 lutego 1885 w Skajbotach, zm. 24 listopada 1969 w Olsztynie) – prozaik, poeta, publicysta, działacz społeczny. Rodowity Warmiak, z wykształcenia krawiec. 

## Życiorys
W 1909 r. przeprowadził się do Berlina, gdzie rozpoczął współpracę z organizacjami polonijnymi i został berlińskim korespondentem „Gazety Olsztyńskiej” oraz poznańskiego tygodnika „Praca”. W 1919 roku zaangażował się w Plebiscyt na Warmii i Mazurach, reprezentując Mazurski Komitet Plebiscytowy jako kierownik okręgowy w Dźwierzutach. W 1920 r. zamieszkał w Poznaniu, gdzie działał w Polskim Związku Zachodnim oraz w Towarzystwie Byłych Pracowników Plebiscytowych. W 1940 r. został wysiedlony do Małopolski, pracował jako tłumacz w urzędzie gminy w Mędrzechowie. Po wojnie wrócił na Warmię i został wójtem w Gutkowie pod Olsztynem. Był radnym powiatu olsztyńskiego. Od 1952 r. do śmierci pracował w oddziale Stowarzyszenia PAX w Olsztynie i w redakcji tygodnika Słowo dla Warmii i Mazur (dodatek do dziennika Słowo Powszechne). Jego imieniem nazwano ulicę w Olsztynie oraz pieszy szlak turystyczny. Jest pochowany na cmentarzu kościoła św. Wawrzyńca w Olsztynie-Gutkowie.

## Twórczość
- Poezje Warmii i Mazur 1953 (współautor)
- Spisałem dla potomności 1965
- Spacerki po Olsztynie, Wydawnictwo Pojezierze, 1967
- Kuba spod Gietrzwałdu gada 1972
- Bajki warmińsko-mazurskie o diabłach, kłobukach, smątkach i kołbogach 1989 (współautor)